# Arnold Tribus

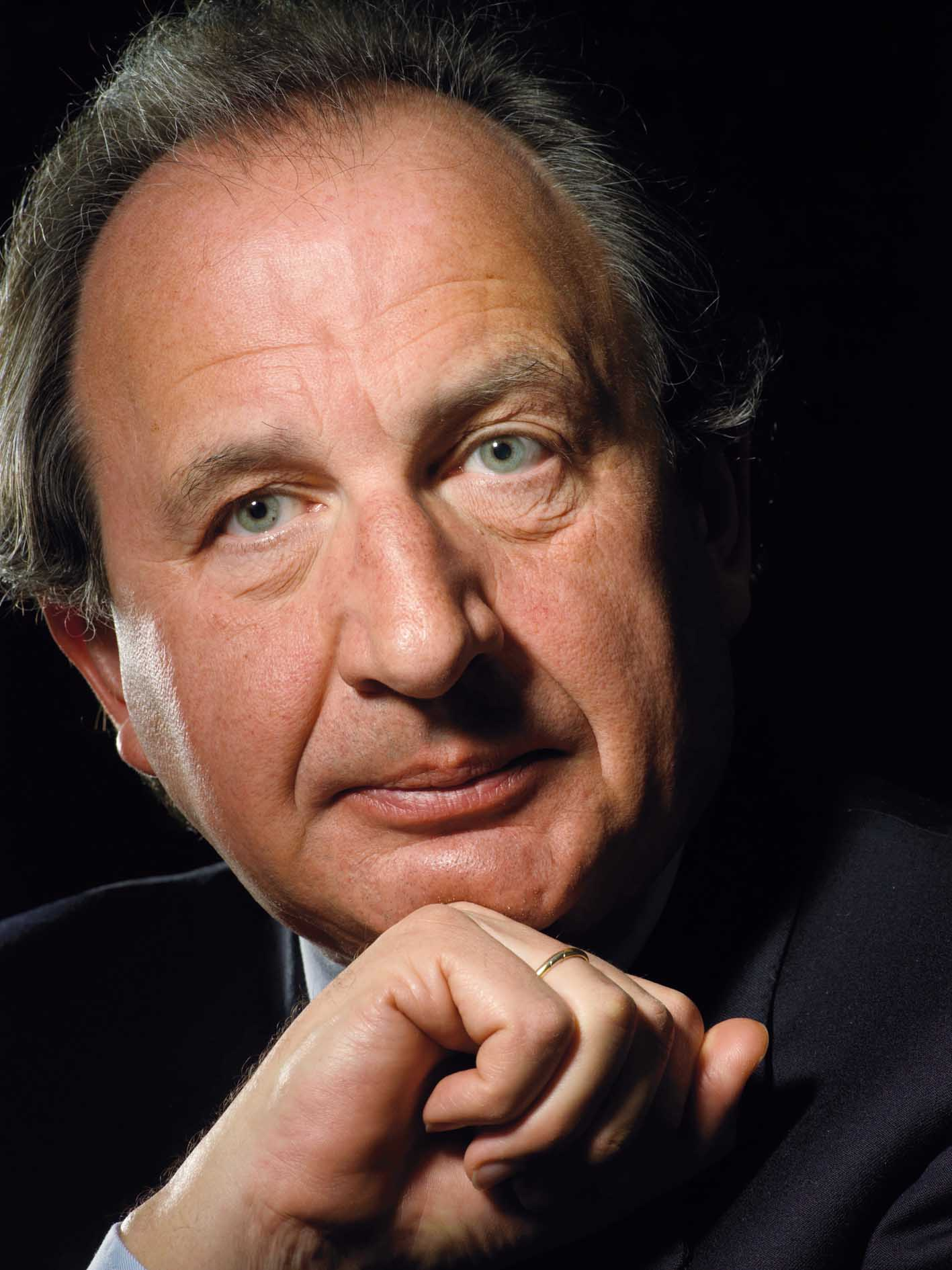
Arnold Tribus (2008)

Arnold Tribus (* 30. September 1952 in Tscherms) ist ein deutschsprachiger italienischer Journalist und ehemaliger Politiker aus Südtirol.

## Leben
Tribus wuchs in Gargazon auf. Während seiner Schulzeit wurde er durch seinen Philosophielehrer Alexander Langer politisch beeinflusst und begann in den 1970er-Jahren, sich bei dem radikalliberalen Partito Radicale zu engagieren. Einige Zeit arbeitete er als Mittelschullehrer, wurde jedoch aufgrund seiner verweigerten Sprachgruppenzugehörigkeitserklärung entlassen. Von 1982 bis 1985 vertrat er die Neue Linke/Nuova Sinistra im Bozner Gemeinderat. 1985 rückte Tribus für die verstorbene Andreina Ardizzone Emeri als – neben Alexander Langer – zweiter Abgeordneter der Alternativen Liste für das andere Südtirol in den Südtiroler Landtag und damit gleichzeitig den Regionalrat Trentino-Südtirol nach. Bei den Landtagswahlen von 1988 gelang ihm für die nun umbenannte Grün-Alternative Liste eine Wiederwahl, 1993 unterlag er jedoch – diesmal trat das ökosoziale Spektrum unter dem Namen Grüne an – der parteiinternen Konkurrenz von Cristina Kury und Alessandra Zendron.
Seit 1997 gibt Tribus, der einige Jahre lang in Bozen auch eine Galerie betrieb, Die Neue Südtiroler Tageszeitung heraus, in der er mehrmals wöchentlich Glossen publiziert.

## Publikationen
- Blinde Kuh 1. Leitartikel. Mit Illustrationen. Edition Arob, Bozen 2000.
- Blinde Kuh 2. 194 Leitartikel. Mit Illustrationen. Edition Arob, Bozen 2004. ISBN 88-88396-05-5.